# 2006年冬季残疾人奥林匹克运动会奥地利代表团
2006年冬季残疾人奥林匹克运动会奥地利代表团是奥地利派出的2006年冬季残疾人奥林匹克运动会代表团。获得3枚金牌、4枚银牌和7枚铜牌。